# Acanthobothrium paulum
Acanthobothrium paulum är en plattmaskart. Acanthobothrium paulum ingår i släktet Acanthobothrium och familjen Oncobothriidae. Inga underarter finns listade i Catalogue of Life.